# Bolków
Pour l’article homonyme, voir Bolkow.
Bolków est une ville de Pologne, située dans le sud-ouest du pays, dans la voïvodie de Basse-Silésie. Elle est le chef-lieu de la gmina de Bolków, dans le powiat de Jawor. La ville est située à côté de la route express polonaise S3
Il est situé au milieu des collines et la rivière Nysa Szalona traverse la ville. Est connue en Pologne pour sa forteresse médiévale, a été construite par le prince Bolko le Sévère

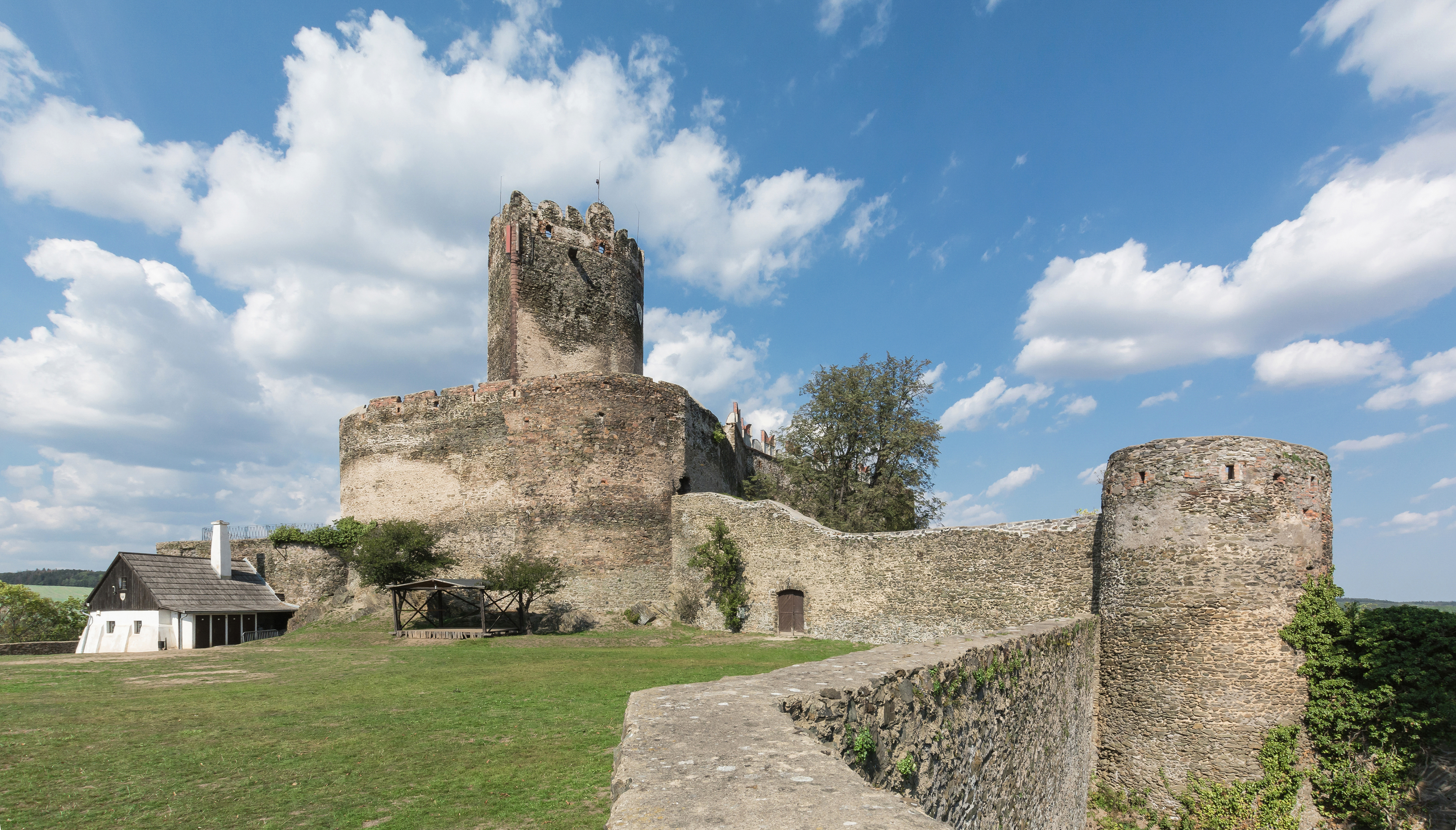
Le château de Bolków. Photo septembre 2018.

## Histoire
De 1818 à 1945, Bolkenhain fait partie de l'arrondissement de Bolkenhain puis à partir de 1933, de l'arrondissement de Jauer dans le district de Liegnitz au sein de la province de Silésie.

## Notes et références

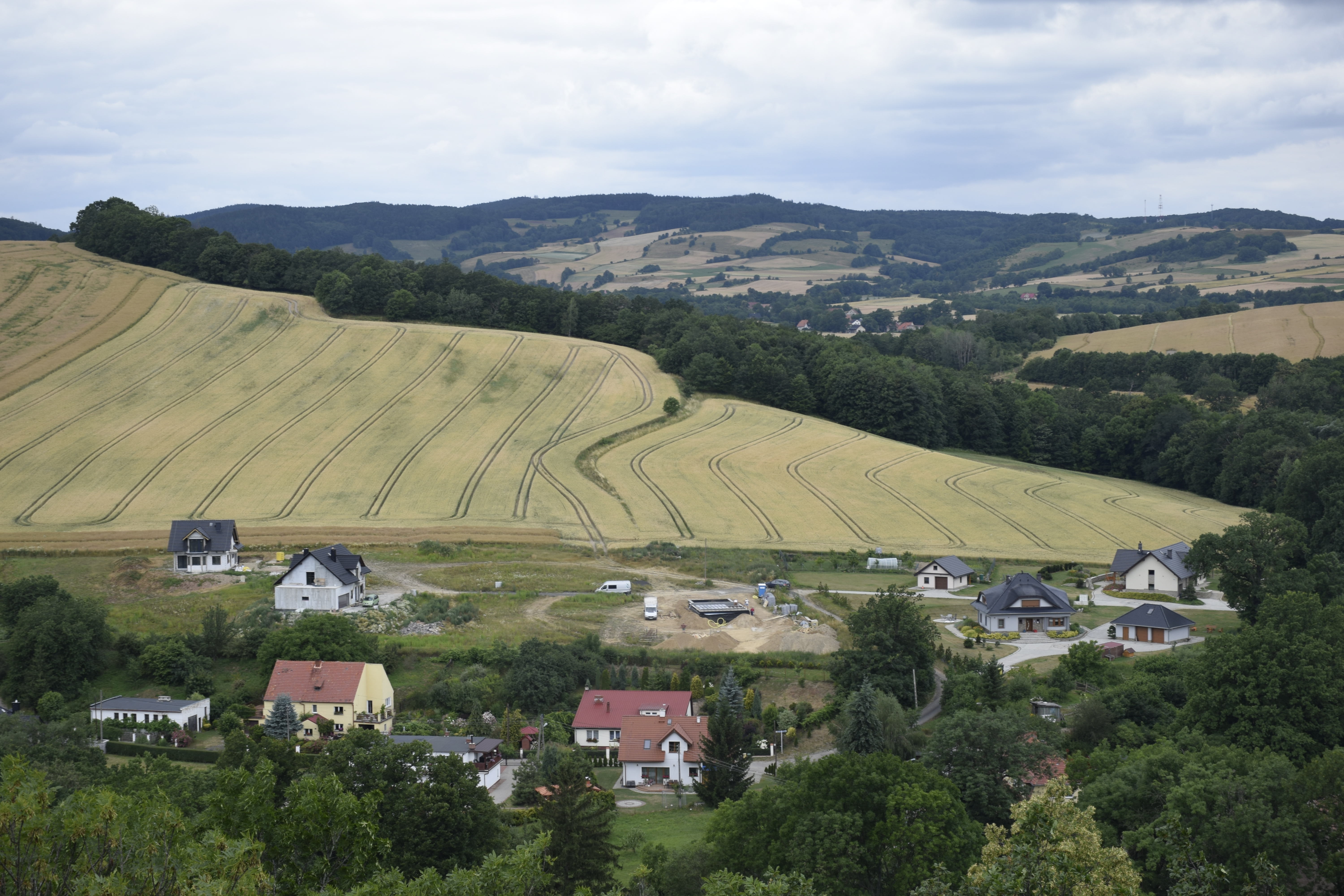
Vue sur la campagne
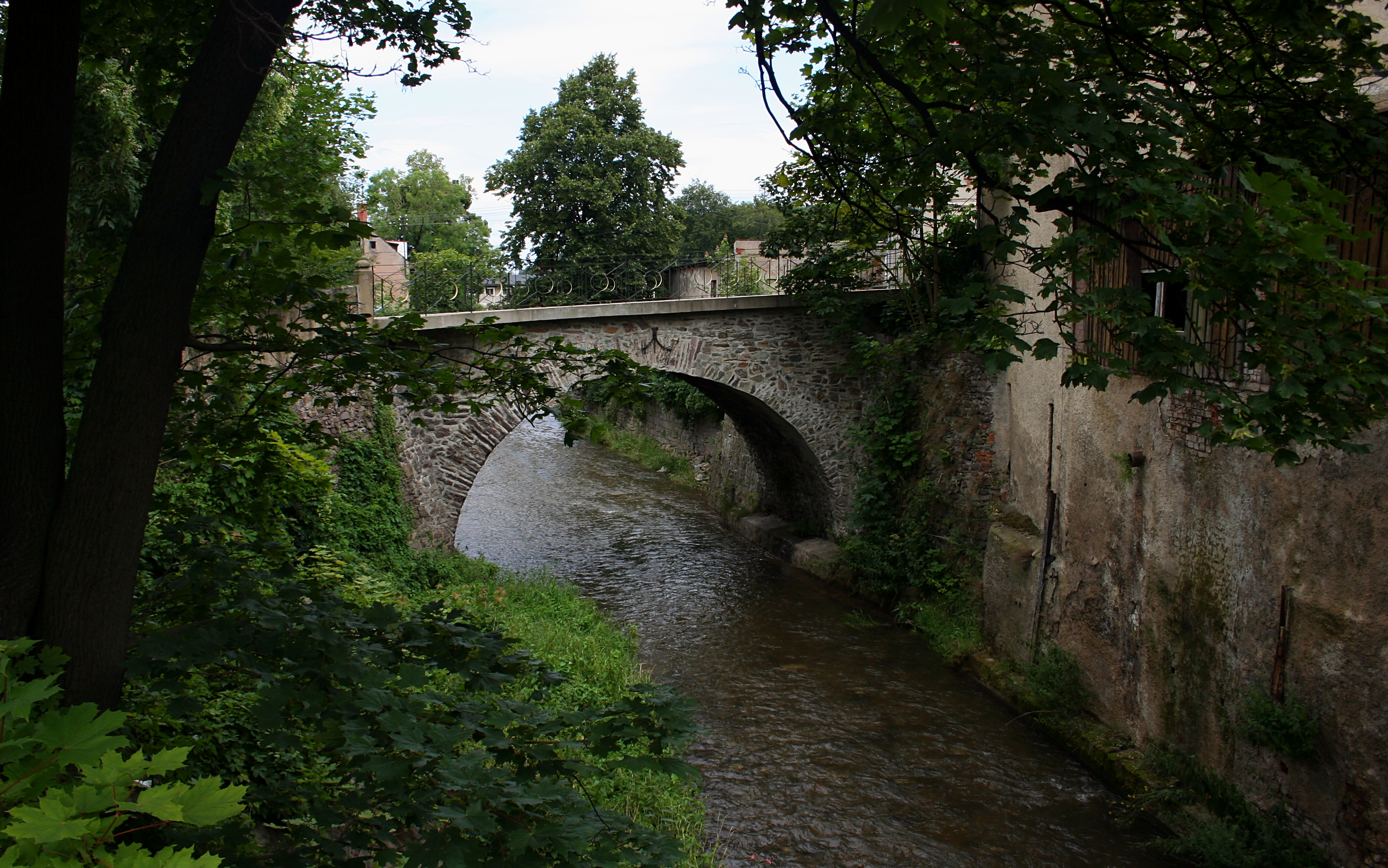
Rivière dans la ville
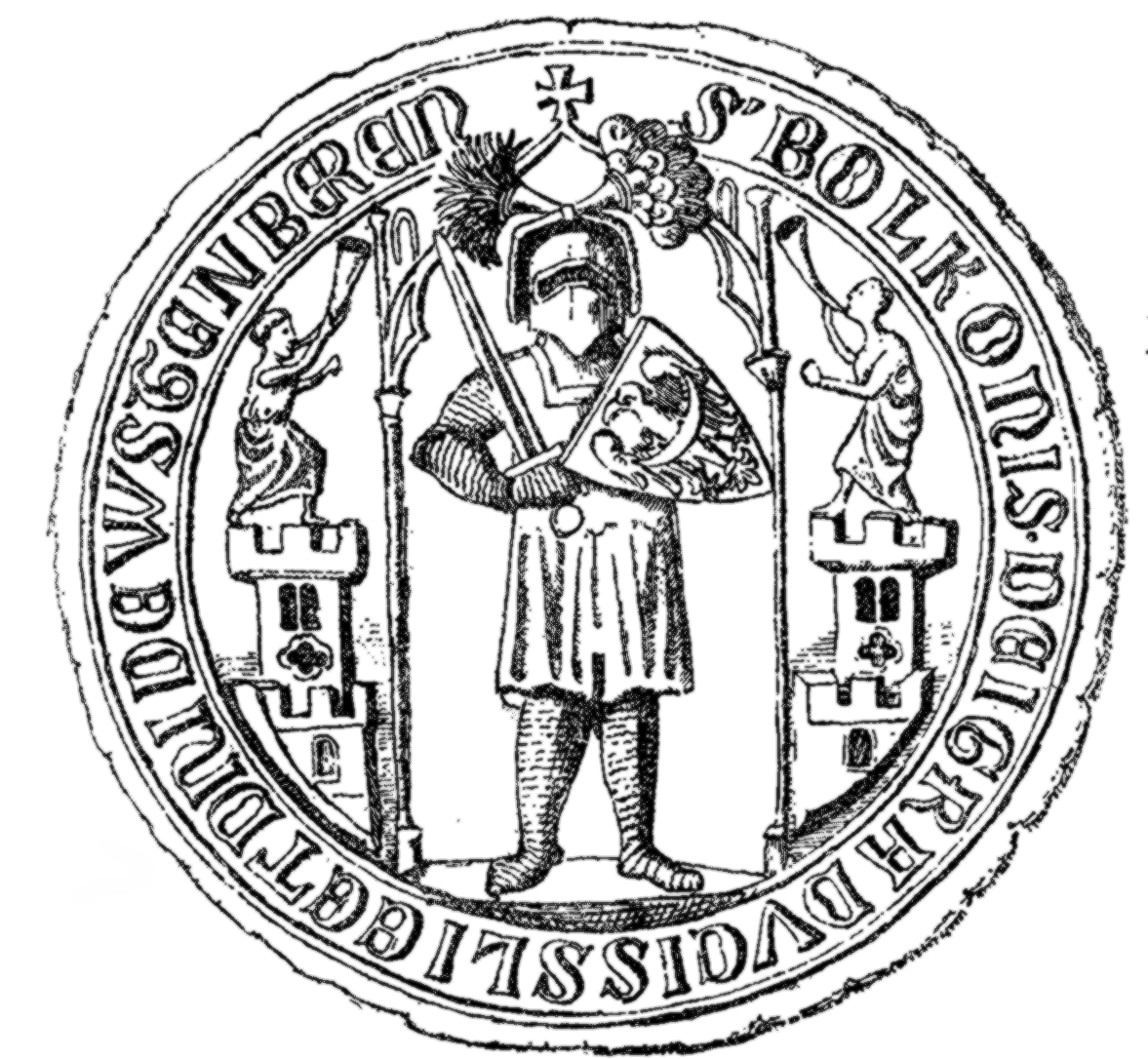
Prince Bolko - fondateur de la ville